# Distretto di Nuea Khlong
Il distretto di Nuea Khlong (in thailandese: เหนือคลอง) è un distretto (amphoe) della Thailandia, situato nella provincia di Krabi.